# Malörtsambrosia
Malörtsambrosia eller Bitterambrosia (Ambrosia artemisiifolia) är en växtart i familjen korgblommiga växter. 
Ståndarna är åtskilda från pistillerna genom att de finns i olika blommor, men båda blomtyperna finns på samma planta (sambyggare).
Malörtsambrosia är ettårig och utbredd i Amerika där den är mycket vanlig. Tillsammans med amerikansk rödklöver har den införts till Europa och Sverige. Fröna mognar normalt inte i Sverige, varför förekomst av malörtambrosiafrö i klöverblandningarn har setts som ett viktigt kännetecken på amerikanskt klöverfrö. Malörtsambrosia har även använts som surrogat för kinin.

## Allergi
Allergi mot malörtsambrosians pollen är vanlig i Nordamerika och Centraleuropa. Växten kan orsaka eksem vid direktkontakt med huden, och dess pollen kan orsaka andningsproblem och astma. Dessutom gör den sena blomningstiden att den besvärliga perioden för pollenallergiker förlängs till sen höst. En enda malörtsambrosia kan producera flera miljarder pollenkorn på en säsong  och de kan spridas 100-tals kilometer med vinden.

## Malörtsambrosia i Sverige
Till Sverige sprids Malörtsambrosia med fågelfrön som förutom solrosfrön också innehåller frön av malörtsambrosia och andra ogräsarter. Resultatet ser vi varje sommar i form av plantor i trädgårdar och på deponier med trädgårdsavfall, men eftersom de blommar först när nätterna blir tillräckligt långa har de hittills inte etablerat sig. Men år 2016 visade en forskargrupp på SLU att det finns populationer av malörtsambrosia i norra Tyskland som är väl anpassade för tidig blomning även på våra breddgrader. Därför finns det en reell risk att arten etablerar sig i Sverige.